# Els lladres de cossos
Els lladres de cossos (The Body Snatcher, o Robert Louis Stevenson's The Body Snatcher) és una pel·lícula de terror estatunidenca dirigida per Robert Wise el 1945. Ha estat doblada al català.

## Argument
Edimburg, 1831. Donald Fettes, un jove estudiant de medicina, arriba a la mansió del doctor MacFarlane, un prestigiós cirurgià i professor, per fer-ne d'ajudant. El sinistre cotxer John Gray (interpretat per Boris Karloff) és qui li proporciona clandestinament al metge els cadàvers que utilitza en les seves classes i en les seves investigacions, cadàvers frescos procedents de les tombes del proper cementiri. Gray aprofitarà la situació per fer xantatge a MacFarlane, posant així, inconscientment, la seva vida en perill. Boris Karloff hi retroba el seu rival de sempre Bela Lugosi, en un petit paper.

## Repartiment
- Boris Karloff:[3] John Gray
- Bela Lugosi: Joseph
- Henry Daniell: Dr. Toddy MacFarlane
- Edith Atwater: Meg Cameron
- Russell Wade: Donald Fettes
- Rita Corday: Sra. Marsh
- Sharyn Moffett: Georgina Marsh
- Donna Lee: la cantant del carrer
- Robert Clarke: Richardson
- Carl Kent: Gilchrist
- Jack Welch: un noi
- Larry Wheat: un venedor al carrer
- Mary Gordon: Sra. McBride
- Jim Moran: el venedor de cavalls
- Aina Constant: una criada

## Producció i crítica
La fotografia principal va tenir lloc des del 25 d'octubre al 17 de novembre de 1944. Durant el rodatge, es va produir tensió entre Lewton i el productor executiu Jack J. Gross ja que Gross va fer l'encàrrec de la producció de la pel·lícula amb un pressupost baix.
A Rotten Tomatoes, la pel·lícula té una qualificació d'aprovació del 81% basada en 16 comentaris, amb una mitjana ponderada de 6,8/10.